# Protestas en Brasil de 2015-2016
Las protestas en Brasil durante el 2015 y el 2016 fueron una manifestaciones populares que ocurrieron en diversas regiones de Brasil teniendo como principales objetivos protestar contra el Gobierno Dilma Rousseff y la corrupción. Reunió a miles de personas los días 15 de marzo, 12 de abril, 16 de agosto y 13 de diciembre de 2015, y el 13 de marzo de 2016, y, según algunas estimativas, han sido la mayor movilización popular en el país desde el inicio de la Nueva República.

## Contexto
En 26 de octubre de 2014, luego de la campaña más reñida desde las elección de 1989, Dilma Rousseff fue reelecta como presidente de Brasil con el 51,6% de los votos a favor. En relación con la tanda anterior, Dilma perdió más de 1,25 millón de votos, sin embargo venció, sobre todo, debido a la votación masiva que obtuvo del Nordeste del país – casi el triple de votos que el candidato oposicionista Aécio Nieves. En diciembre, antes de anunciar un ajuste fiscal poco popular, que incluye cambios en las reglas de beneficios previdenciários, el gobierno gozaba de la aprobación del 52% de la población.
Después de que los primeros impactos del ajuste fiscal empezaron a sentirse, en febrero de 2015, la aprobación de Dilma cayó a 23%. Según la Central Única de los Trabajadores (CUT), el cambio en la regla de concesión de los beneficios previdenciários alcanzó a 49 millones de personas en el caso del seguro desempleo, 23 millones de personas en el caso del anticipo salarial y 600 mil pescadores en el caso del seguro-desempleo. En medio de ese escenario económico desfavorable, además de nuevos escándalos de la Operação Lava Jato (el Tribunal Supremo Federal decidió que serían investigados cerca de 50 políticos supuestamente envueltos en el esquema de corrupción, la mayoría perteneciente a partidos aliados del gobierno), grupos oposicionistas como Vamos para a Rua (Vamos a la Calle), Movimiento Brasil Libre y Revoltados Online marcaron protestas contra la presidenta el día 15 de marzo de 2015, convocando a los participantes a través de las redes sociales. A pesar de definirse como apartidarios, las protestas fueron fuertemente apoyadas por partidos de oposición como PSDB, DEM, PPS y SD, que convocaron a sus afiliados para los actos de manifestación.
Durante las protestas, investigaciones internas del gobierno, divulgadas tanto por la oposición a la derecha como por la "oposición a la izquierda", indicaron caídas aún mayores en los índices de aprobación del gobierno, hasta ubicarse en el 7% (Vea) o 10% (CartaCapital). Dos días antes de la fecha marcada para la primera de las manifestaciones, partidos de izquierda, centrales sindicales y movimientos sociales realizaron un acto en defensa de la estatal petrolera Petrobras y en contra del ajuste fiscal en 24 estados y el Distrito Federal. A pesar de criticar las medidas de ajuste fiscal, los manifestantes se declararon en contra del proceso de destitución de la presidenta, siendo la defensa de la democracia uno de los líderes del movimiento. La CUT estimó que posiblemente cien mil personas han participado del acto en la ciudad de São Paulo, número que, para la PM, fue de doce mil manifestantes.

## Organización
Según el periódico Folha de S. Paulo, el Movimiento Brasil Libre (MBL) fue el principal responsable por la convocatoria de las manifestaciones. El grupo es acogido en São Paulo y, según el The Economist, fue "fundado en el último año para promover las respuestas del libre mercado para los problemas del país". En un manifiesto publicado en internet, el MBL cita sus cinco objetivos: "prensa libre e independiente, libertad económica, separación de poderes, elecciones libres e idóneas y fin de subsidios directos e indirectos a la dictaduras". Según el blog Otras Palabras, el bilionário David Koch financia el MBL, apuntando conexiones entre institutos mantenidos por Koch e integrantes del MBL. El interés de Koch en desestabilizar el gobierno brasileño sería adquirir los derechos de explotación de la pre-sal, una vez que una de las principales actividades de la Koch Industries es la explotación de petróleo. Los coordinadores nacionales del MBL negaron que son financiados por grandes empresarios y declararon que dependen de donaciones hechas por la internet.
Otro grupo que ayudó a organizar las protestas fue el de Revoltados Online, fundado en 2004 por Marcello Reyes con el objetivo original de "rastrear pedófilos". Con casi 700 mil seguidores en el Facebook, Revoltados Online alimenta las redes sociales con publicaciones diarias contra el gobierno. El grupo tiene como su icono el diputado federal Jair Bolsonaro (PP-RJ) y considera el proceso de destitución de la presidenta Dilma y del vicepresidente Michel Temer, su principal bandera, además de defender la vuelta del voto en papel, la consolidación de un régimen parlamentarista en Brasil y la existencia de sólo cinco partidos en el país – “uno de centro, derecha, extrema derecha, izquierda y extrema izquierda”. Lo Revoltados Online se financia a través de la venta de "kits pro-impeachment". Al final, encontramos a Vem Pra Rua (Vamos a la calle), considerado el grupo más moderado ideológicamente entre los que organizaron las protestas, por no defender el proceso de destitución o una intervención militar. El grupo fue fundado en septiembre de 2014 en apoyo al entonces candidato presidencial Aécio Nieves. Para Renan Santos, del MBL, "los muchachos de Vem Pra Rua son más viejos, más ricos y tienen al PSDB detrás".
De entre los grupos regionales que participaron de la organización de la protesta, se destaca el Movimiento Endireita Brasil (MEB), tradicional organizador del Día de la Libertad de Impuestos en São Paulo. El MEB existe desde 2006 y su página en el Facebook tiene más de 184 mil "me gusta". La pauta del Movimiento es la defensa del estado mínimo, de la propiedad privada y de las libertades individuales, actuando en las manifestaciones en São Paulo, Curitiba y Porto Alegre. Según el líder del MEB, Ricardo Salles, el "lugar del gobierno está fuera de la economía" y la actual crisis económica que Brasil enfrenta es consecuencia de los excesos del gobierno Dilma.

## 15 de marzo

### Disposición geográfica
El día 15 de marzo, ocurrieron protestas en todos los estados brasileños, en al menos 160 ciudades. Los estados de São Paulo, Río Grande del Sur, Santa Catarina, Paraná y Río de Janeiro registraron las mayores adhesiones, mientras los estados del Norte y del Nordeste tuvieron más pequeño índice de participación. En Palmas, por ejemplo, no hubo protesta contra Dilma. También fueron registrados protestas en seis ciudades en el exterior: Buenos Aires, Londres, Lisboa, Miami, Montreal y Nueva York. Las estimativas totales de participantes varían. Mientras las policías militares estiman entre 1 400 000 y 2 400 000, los organizadores afirman que estuvieron presentes 3 000 000 de personas.
Independiente de la fuente, la protesta ocurrida en la ciudad de São Paulo fue el mayor de todas. A las 15h40, la Policía Militar del Estado de São Paulo estimó que estaban presentes 1 000 000 de manifestantes en la Avenida Paulista y calles adyacentes. Datafolha, usando una metodología propia, calculó en 210 mil el número de manifestantes, resaltando que esta fue la mayor manifestación política en la capital paulista desde las Directas Já. Según el instituto, que no consideró las personas presentes en las adjacências de la Avenida Paulista, la aglomeración máxima de los 135,5 mil m² de la Paulista es de 950 mil personas.

### La protesta

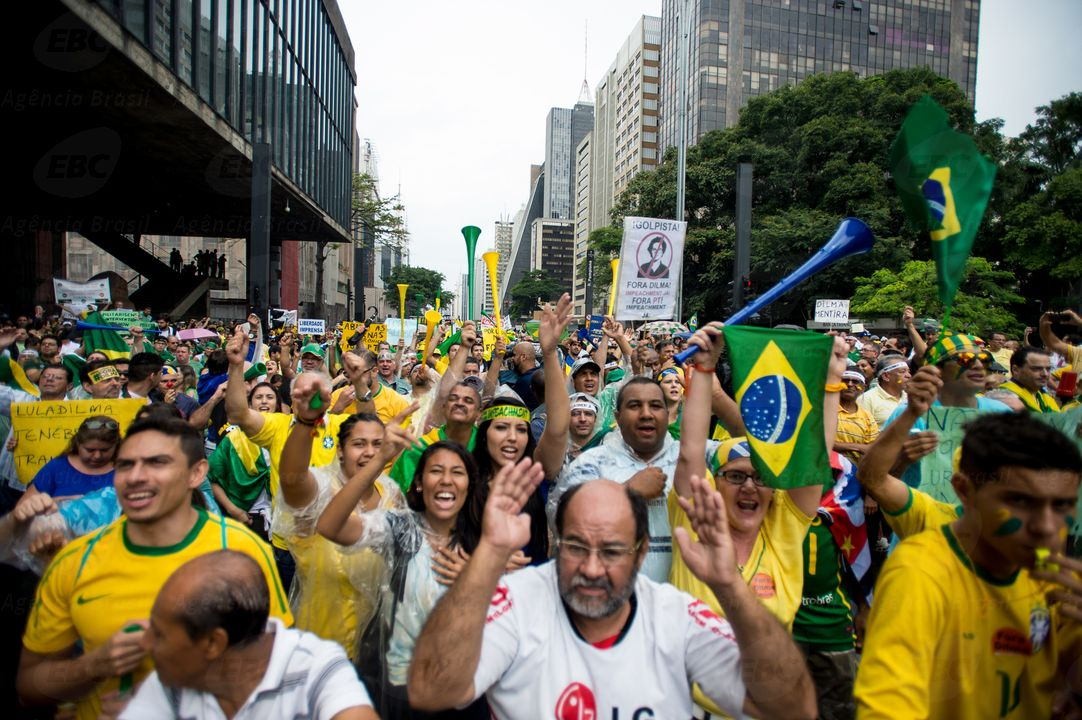
Manifestantes en la ciudad de São Paulo.

El discurso predominante entre los manifestantes era la solicitud de proceso de destitución de la presidenta Dilma y la responsabilidad del Partido de los Trabajadores (PT) por el escándalo de corrupción en la Petrobrás. Algunos manifestantes defendían una intervención militar. La mayoría de los manifestantes vestían ropas con los colores de la Bandera de Brasil y camisetas de la Selección Brasileña de Fútbol. El clima era festivo y muchos manifestantes aprovecharon para sacarse unos selfies con policías. En determinado momento, un grupo de cerca de cuarenta camioneros también se juntó a la manifestación en la Avenida Paulista. Según el Comando Nacional del Transporte, no hubo un respaldo oficial de tal acción. Ellos siguieron para la Avenida Paulista y posteriormente descendieron en la Avenida Consolação, paralizando parcialmente el tráfico.
El gobierno del Estado de São Paulo liberó, por primera vez en una protesta, las barreras de acceso (Molinete) al metro de São Paulo para los manifestantes. En otras protestas, como los de junio de 2013, la PM usó balas de goma y bombas lacrimógenas para impedir que manifestantes saltaran las barreras de acceso de las estaciones de metro. Durante cierto tiempo, los manifestantes pudieron pasar por las barreras de acceso libremente sin el cobro del pasaje. Críticos a la protesta encararon eso como un apoyo del gobierno de São Paulo, liderado por el oposicionista Geraldo Alckmin, a las protestas. También muy criticada fue la cobertura de los medios de comunicación. Varios artistas en el mundo demostraron su apoyo convocando a manifestantes en sus redes sociales. Además de eso, el canal Globo transmitió, en carácter extraordinario, el informativo Globo Noticia cada cuarenta minutos con la cobertura de las manifestaciones en toda Brasil.

### Perfil del público
En 17 de marzo, Datafolha divulgó una investigación hecha durante las manifestaciones en la Avenida Paulista. El instituto entrevistó 432 manifestantes y trazó un perfil de los manifestantes en la capital paulista. De estos, 47% fueron protestar contra la corrupción, 27% por el proceso de destitución de Dilma, 20% contra el Partido de los Trabajadores y 14% contra los políticos en general. La democracia fue ampliamente defendida, siendo que 85% consideran que "la democracia es siempre mejor". Otros 10% creen que "en ciertas circunstancias, es mejor una dictadura" y 3% son indiferentes. La mayoría absoluta – 82% – declaró haber votado por Aécio Nieves en el segundo turno de la elección presidencial de 2014 y 37% manifestaron simpatía por el PSDB. El público también poseía un perfil más elitista del que la población en general: 76% tienen enseñanza superior completo y 68% ganan más de R$ 3.940,00 mensuales. Para el 90%, Dilma "sabía de la corrupción de la Petrobras, pero la dejó pasar", y 9% creen que "ella sabía de la corrupción, pero no podía hacer nada". En cuanto a la aprobación de la presidenta, 96% de los entrevistados evalúan el gobierno como malo o pésimo y 3% cómo regular. Sobre la aprobación del Congreso Nacional, 77% consideran malo o pésimo, 19% evalúan como regular y 3% como óptimo o bueno.
En Porto Alegre, los institutos Índex y Amostra entrevistaron 1 176 manifestantes. En la investigación del Índex, 60,1% respondieron que el mayor problema del país es la corrupción, 8,6% la administración pública, 6% la salud y 5,7% la educación. La mayor decepción de los manifestantes, en consonancia con el Índex, son con la clase política (56,8%), el PT (44%), la presidenta Dilma (28,5%) y la base aliada (18,5%). En la investigación de Amostra, los motivos principales que llevaron los entrevistados a participar de la protesta fueron el combate a la corrupción (43,8%) y el descontento con el gobierno (21%). En cuanto al proceso de destitución de Dilma, 66,3% se declararon a favor y 29,8% en contra. El perfil de los entrevistados, tanto en la investigación del Índex como Amostra, indicaron que más del 65% poseen renta mensual superior a R$ 4.728,00 y más del 68% tienen enseñanza superior completo.
Investigaciones de campo utilizando métodos cuantitativos conducidas en las protestas del día 12 de abril por investigadores basados en la Universidad de São Paulo para la ciudad de São Paulo, y por profesores de la Universidad Federal de Minas Gerais en Bello Horizonte, revelan características diversas del perfil específico de los manifestantes. En São Paulo eran compuestos por una gran mayoría de grupos de alta renta, en su mayoría blancos, afirmando un alto grado de desconfianza de los partidos políticos en general (pero con una fuerte confianza en Aécio Nieves, el candidato derrotado en las elecciones presidenciales de 2014), revelando una preferencia por el periodismo político de naturaleza ultraconservadora, y sosteniendo una creencia de que el Partido de los Trabajadores tiene un proyecto visando la implementación de un régimen comunista en Brasil. En Bello Horizonte, la mayoría de los manifestantes se identifican como situados al centro o a la derecha del espectro político; sosteniendo la idea de que las políticas de distribución de renta implementadas por el gobierno federal convierte a la población de baja renta en perezosa y poco dispuesta a trabajar; a favor de derechos de porte y propiedad de armas de fuego; y proponiendo como desdoblamiento del problema de legitimidad de la presidenta de la república, en primer lugar su renuncia, seguida de su proceso de destitución, teniendo el apoyo a la intervención militar como la tercera respuesta más frecuente, con la mayoría de los manifestantes concordando con la necesidad de la intervención militar (las preguntas a estos interrogantes fueron realizadas en un formato de "sí" o "no" como únicas respuestas posibles).

### Repercusión

#### Gobierno
Entre los días 16 y 17 de marzo, Datafolha realizó una investigación de popularidad de la presidenta Dilma, publicado por el periódico Folha de S.Paulo. Según la investigación 13% de los brasileños aprueban el gobierno Dilma, el índice más bajo para un presidente de la República en más de veinte años. La investigación reveló que 62% de los brasileños consideran el gobierno malo o pésimo. La investigación mostró aunque 50% evalúan como malo o pésimo el desempeño de senadores y diputados en el Congreso Nacional, mientras 9% consideran óptimo o bueno.

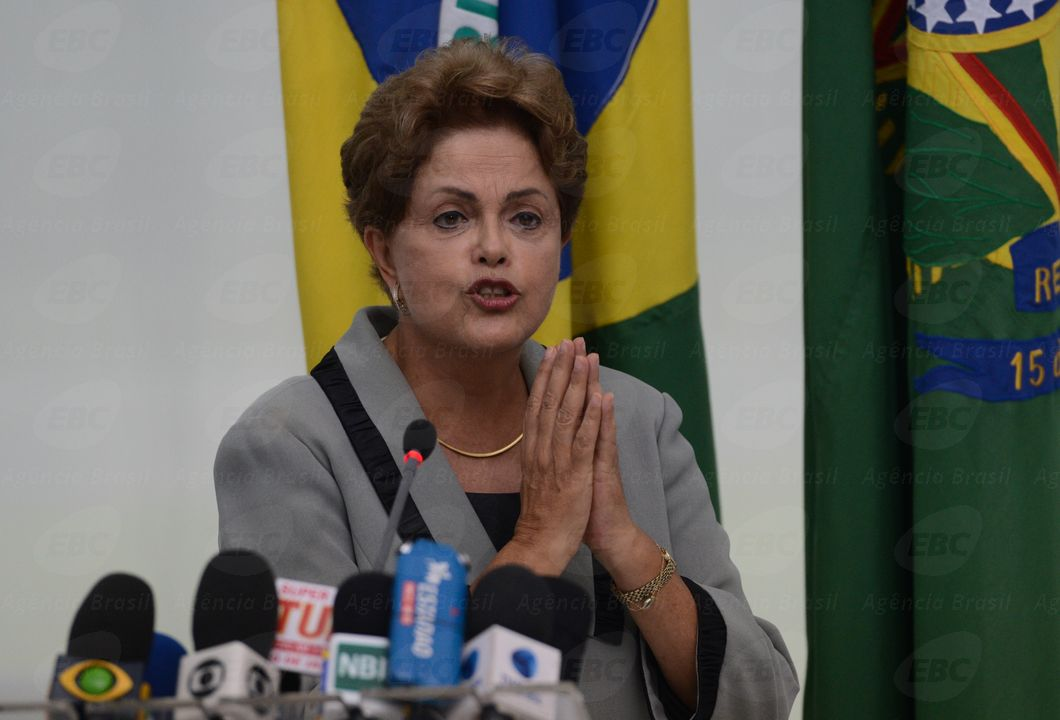
Dilma Rousseff concede una rueda de prensa en el Palacio del Planalto el 16 de marzo.

En 11 de marzo, cuatro días antes de la primera protesta, la página oficial de Dilma en el Facebook publicó un texto defendiendo el derecho de manifestación. La presidenta declaró: "Yo creo que una de las mayores conquistas de nuestro País fue la democracia. De esa forma, no tengo el más pequeño interés, el más pequeño objetivo, ni tampoco el más pequeño compromiso con cualquiera proceso de restricción a la libre manifestación en este País". Durante la manifestación del día 15 de marzo, a presidente Dilma se reunió con varios ministros en el Palacio del Planalto. En el inicio de la noche, el ministro de la Justicia José Eduardo Cardozo y el ministro de la Secretaría-General de la Presidencia de la República Miguel Rossetto concedieron una rueda de prensa para evaluar las manifestaciones. Los ministros, que representaban a la presidenta, declararon que el gobierno anunciará un paquete de medidas de combate contra la corrupción. Rossetto también destacó la importancia de la democracia y reiteró que no debe haber "manifestaciones autoritárias y fascistas". El expresidente del Tribunal Supremo Federal, Joaquim Barbosa, declaró que son "muy acertadas las observaciones del ministro Rossetto sobre el error de aquellos que piden el retorno de los militares. Sería un inmenso retroceso para lo Brasil. El ministro Cardozo insiste en un error deliberado y frecuente: lo de insinuar que las iniciativas del MPF y de la PF son impulsadas por el Gobierno. Un día como hoy, considero como un error poner a hablar a los ministros del Estado. El momento era para que la Jefe de Estado se dirigiera a la Nación. Punto." Durante el discurso, fueron registrados "panelazos" en algunas ciudades. En 1° de mayo de 2015, Dilma desistió de hacer el tradicional discurso del Día del Trabajador en la red nacional de televisión, prefiriendo divulgar el discurso por Internet, en el que fue interpretado por la oposición como una reacción temerosa del gobierno ante los "panelazos".
En 16 de marzo, los ministros José Eduardo Cardozo y Eduardo Braga afirmaron que el gobierno va a "escuchar" las manifestaciones con "humildad". Dilma reiteró el pronunciamento de los ministros al afirmar que "el gobierno irá siempre a dialogar con los manifestantes de las calles... El sentimiento tiene que ser de humildad y firmeza". Ella declaró aunque "ayer, cuando yo vi centenares y miles de ciudadanos manifestándose, no pude dejar de pensar que valió la pena luchar por la libertad, valió la pena luchar por la democracia. Este país está más fuerte que nunca". Ella también reiteró que el gobierno "dialogará" con los manifestatantes y que pretende enviar al Congreso Nacional medidas de combate contra la corrupción. En la noche de ese mismo día, Dilma se reunió con el expresidente Luiz Inácio Lula de Silva y con el presidente nacional del PT Rui Falcão para evaluar las protestas y definir las estrategias del gobierno. En 17 de marzo, el ministros de la Justicia, José Eduardo Cardozo, y de Relaciones Institucionales, Pepe Vargas, presentaron un paquete anticorrupción a Renan Calheiros, presidente de Senado. Las propuestas serán encaminadas por el gobierno al Congreso Nacional. Según especialistas entrevistados por la BBC, las medidas presentadas son positivas, pero pueden ser insuficientes en la prevención de delitos.

#### Oposición
De salida del PT, la senadora Marta Suplicy (SP) criticó a la presidenta Dilma y defendió el acto. Aécio Nieves dijo que el "impeachment no es golpe" y que "no estoy apoyando para que eso suceda", pero convocó la militância para protestar contra el gobierno. El senador no fue a las manifestaciones para evitar un "tercer turno". El líder de la oposición en Senado, Álvaro Días (PSDB-PR), afirmó que "la respuesta del gobierno a la mayor movilización popular de protesta de la historia de la democracia brasileña es tímida, es insuficiente [...]". El diputado federal Mendonça Hijo, líder de los Demócratas, posteo en  Twitter que "la manifestación aquí en São Paulo agarra con mucha fuerza el grito de insatisfacción ante el Gobierno de Dilma ocurrido hoy en el País entero [...]". El diputado Paulo Pereira de Silva destacó que "las manifestaciones de hoy sólo muestran que el partido Solidaridade tiene razón. Dilma no tiene más condiciones de dirigir lo Brasil. Es hora del impeachment".
El expresidente Fernando Henrique Cardoso, en una entrevista el día 18 de marzo en el programa Jornal da Manhã (Diario de la Mañana) de la radio Jovem Pan, afirmó que la presidenta está perdiendo las condiciones políticas de gobernar y las protestas son el reflejo de esa flaqueza política, aunque haya declarado no estar a favor del proceso de destitución de Dilma en este momento, resaltó que existe la obligación de la clase política de respetar las instituciones democráticas. Ya el presidente de la Cámara de los Diputados, Eduardo Cuña (PMDB-RJ), clasificó como "ilegal" y "golpismo" la discusión sobre el proceso de destitución de la presidenta. Para él, "ella [Dilma] salió de ese proceso electoral y no tuvo la percepción de que no tuvo hegemonía política. No tuvo hegemonía electoral. Tuvo victoria electoral. Comenzó el segundo mandato en crisis política creyendo que el simple nombramiento para cargos públicos sería suficiente. Sabía que tenía que hacer un ajuste fiscal, comenzó a proponerlo, pero sin discutir antes las medidas, no sólo con aquellos que componen su base, sino con la sociedad como uno todo".

#### Medios de comunicación internacionales
El periódico británico The Guardian definió a las protestas como "manifestaciones de la derecha" causadas por insatisfacción creciente del manejo de la economía y con el escándalo de corrupción en la Petrobras. Afirmó también que las protestas reunieron personas "más viejas, más blancas y más ricas" que las protestas de 2013. La revista norteamericana Forbes definió a las protestas como "festival del odio".
El Financial Times destacó que los manifestantes "en verde y amarillo, con banderas y globos" evocaron una atmósfera semejante a la de las protestas de junio de 2013. Bloomberg informó que la insatisfacción popular creció luego que el gobierno aumentara impuestos y precios que estaban represados mientras que el país pasaba por su "mayor escándalo de corrupción". Washington Post divulgó que hubo protestas masivas pidiendo el proceso de destitución de la presidenta Dilma Rousseff estrechando sus opciones para resolver la crisis política y económica, lo que va a significar más turbulencia para el país los próximos meses, aunque su salida de la presidencia parezca improbable. El Wall Street Journal afirmó que las protestas son el reflejo de los escándalos de corrupción y de la crisis económica enfrentada por el gobierno, destacando que los brasileños de las clases alta y media-alta, tradicionalmente opositores a los gobiernos petistas, afirman que Dilma no es capaz de gestionar la economía, mientras clases más modestas y movimientos sociales, tradicionalmente bases de apoyo del gobierno, se sienten traicionadas desde que ella pasó a anunciar medidas contrarias a las defendidas durante la campaña de 2014, observando en ellas retrocesos en las políticas sociales.
New York Times afirmó que la posibilidad de un proceso de destitución parece distante y defendió la postura de Dilma ante las protestas. El periodista Simon Romero, jefe de la oficina del periódico en la ciudad de Río de Janeiro, afirmó: "En contraste con otros líderes de la región que respondieron a la dissidência con ataques a sus críticos y uso de fuerzas de seguridad, la señora Rousseff asumió una postura relativamente a la no confrontación". La agencia británica de noticias Reuters mostró que el proceso de destitución de la presidenta Dilma Rousseff estaba entre las principales reivindicaciones de los manifestantes. La emisora de Catar Al Jazeera publicó que millones protestaron contra a presidente, mostrando la desilusión de los brasileños con el gobierno y la política en general, aunque las posibilidades de destituir a la presidenta sean escasas. France 24 afirmó que manifestantes marcharon en todo lo Brasil para protestar contra una economía en crisis, aumento de los precios, corrupción y además para pedir el proceso de destitución de la presidenta izquierdista.
El periódico argentino Clarín se refirió a las protestas como "una crisis vecina". El italiano La Repubblica destacó que había manifestantes pidiendo una intervención militar para "poner fin al predomínio político del Partido de los Trabajadores (PT)". El español El País, en su portada, enfatizó que "los protagonistas de las marchas pertenecen a las clases medias más educadas". La revista alemana Dé Spiegel afirmó que la situación "no es buena" para la presidenta.

## 12 de abril

### Disposición geográfica
Luego de que las manifestaciones del día 15 de marzo terminaran, los organizadores prometieron un nuevo día de manifestaciones para el día 12 de abril bajo la consigna "Va a ser aún mayor". Sin embargo, en realidad, las protestas registraron público inferior a los del día 15 de marzo. Con protestas en 24 estados y en el Distrito Federal, 700 mil personas salieron a las calles para protestar contra el gobierno Dilma, según fuentes de la policía militar. El número fue la mitad del estimado en el acto de marzo, cuando 1,4 millón de personas manifestaron. Así como ocurrió en el acto de marzo, los principales focos de las protestas continuaron siendo en São Paulo, Brasilia, Porto Alegre y Río de Janeiro. Esta vez, la PM-SP, que días antes dijo no esperar un público mayor en 12 de abril, estimó el número de manifestantes en 275 mil personas, mientras el Datafolha registró 100 mil manifestantes. Nuevamente São Paulo registró el mayor acto anti-Dilma. En la capital gaúcha Porto Alegre, la policía estimó 35 mil personas en la protesta. En Brasilia, las protestas encogieron de 45 mil, en marzo, para 25 mil personas. En Río de Janeiro, las manifestaciones en Copacabana cayeron de 15 mil para 10 mil, en la comparación entre los actos de marzo y abril.

### La protesta
Durante la protesta en São Paulo, Kim Kataguiri, uno de los líderes del MBL, realizó un discurso comentando que "el PT se tiene que dar un tiro en la cabeza", lo que fue interpretado como una apología al crimen. Por otro lado, según Alex Antunes: "La frase fue descontextualizada. Era una respuesta al senador del PSDB, Aloysio Nunes Ferreira, que había declarado que no quería el impeachment, pero sí dejar el gobierno sangrar".  Dos señoras, una en Río y otra en São Paulo, habrían sido hostigadas por defender la presidenta Dilma. El MBL intentó alejarse de grupos más radicales, que pedían la intervención militar. El viernes, 10 de abril, integrantes del MBL entraron con un interdicto ante la Justicia pidiendo que el automóvil de sonido del grupo SOS Fuerzas Armadas, que defiende la retirada violenta de Dilma del poder, quedara a 400 metros de distancia de los movimientos a favor del proceso de destitución.
Nuevamente el gobierno de São Paulo fue acusado de incentivar la participación de la población en las protestas. La PM-SP cambió el horario de juegos del Campeonato Paulista alegando que quería vitar que dos grandes concentraciones de personas se encontraran en el mismo local y horario. Así como ocurrió en marzo, cuando el juego del Palmeiras fue alterado de las 16h para a las 11h del domingo 15, la PM buscó la Federación Paulista de Fútbol y acordó un cambio de horario de los juegos de la semifinal del campeonato. Corinthians y São Paulo tuvieron sus juegos transferidos para el sábado contra el Ponte Preta y Red Bull Brasil, respectivamente. Por su parte, el equipo de Santos jugó contra el XV de Piracicaba, en la ciudad de Santos, y el Palmeiras enfrentó al Botafogo de Ribeirão Preto, a las 11 horas del domingo 15. La anticipación del horario de los juegos del domingo fue blanco de críticas en las redes sociales por internautas que interpretaron la medida una forma de incitar la participación en las protestas. Esta vez, sin embargo, la PM negó que las barreras del metro serían liberadas para los manifestantes.
Según la CartaCapital, las protestas representaron una caída en el público por presentar un objetivo para manifestar poco clara, "sin haber consenso sobre lo que debería acontecer después de un posible impeachment o sobre la necesidad de una reforma política". Otro posible motivo sería la falta de compromiso de los manifestantes del día 15 de marzo en los grupos que organizaron las protestas. Según Datafolha, el 91% de las personas presentes el día 15 comentaron no tener conexión con ninguno de los grupos organizadores.

### Repercusión

#### Gobierno
Frente a una concurrencia menor a las protestas de 12 de abril, el gobierno federal y el Directorio Nacional del PT decidieron alterar la estrategia comunicacional y anunciaron que no irían a pronunciarse en torno a las protestas. Por medio de su asesoría de prensa, el vicepresidente Michel Tema (PMDB) afirmó que "el hecho de haber menos gente en las calles no disminuye la importancia del alerta que está siendo dado por la población, mostrando que es fundamental que el gobierno comprenda que hay necesidad de dialogar y escuchar más". El Jefe de la Secretaría comunicacional Social del gobierno federal, Edinho Silva afirmó que, independientemente del tamaño, las protestas deben ser reconocidos y que "el gobierno capitaliza el descontento con la forma como fue organizado el sistema político".

### Oposición
El 22 de mayo, el PSDB reculó en su apoyo al proceso de destitución de Dilma, lo que llevó algunos de los principales grupos anti-Dilma a rebelarse contra el partido. Para el MBL, "Aécio traicionó lo Brasil". En un vídeo postado en Facebook, el líder de Revoltados Online, Marcelo Reyes, dijo que "Aécio está siendo cobarde. Dilma tiene más cojones que él". El partido decidió abandonar la tesis del proceso de destitución tras recibir un dictamen del abogado Miguel Reale Júnior, exministro de la Justicia de Fernando Henrique Cardoso. Según el abogado, los activistas del Movimiento Brasil Libre no tienen "información y cultura política".

## Marcha por la Libertad
Después de la protesta de 12 de abril, el MBL lanzó una marcha de São Paulo hasta Brasilia para pedir el proceso de destitución de la presidenta. La Marcha de la Libertad salió de São Paulo el día 24 de abril y llegó en Brasilia en 27 de mayo. En la capital federal, ingresaron con un pedido de proceso de destitución contra a presidente en el Congreso Nacional. Los manifestantes fueron recibidos por líderes de la oposición en el Congreso Nacional y, enseguida, se reunieron con el presidente de la Cámara de los Diputados, Eduardo Cuña (PMDB-RJ), que dijo que iría a analizar el pedido de proceso de destitución protocolado por el grupo y entonces se manifestaría sobre el caso. Durante la marcha, Kim Kataguiri, uno de los líderes del MBL, sufrió un accidente cuando un conductor alcanzó el coche que daba soporte al grupo en la carretera.

## 16 de agosto
En 16 de agosto, ocurrieron protestas en alrededor de 291 ciudades de todos los Estados y en el Distrito Federal, además de otras ciudades alrededor del mundo. En consonancia con el Datafolha, la protesta de la ciudad de São Paulo reunió más personas, cerca de 135 mil. El número total de manifestantes fue estimado entre 879 mil (por las policías milites) y en 2 millones (por los organizadores), siendo así menor que la de marzo, pero mayor que los de abril.
Por primera vez, los principales nombres de la oposición en Brasil participaron en las manifestaciones recorriendo las calles: en Bello Horizonte, el senador Aécio Nieves (PSDB-MG) fue cargado en hombros de simpatizantes; en São Paulo, donde ocurrió la mayor manifestación, en la Avenida Paulista, el senador José Sierra (PSDB-SP) fue acosado por activistas; el senador Ronaldo Encalado (DEM-GO) también participó de las manifestaciones en la Avenida Paulista. Pocos días antes de las protestas, el PSDB usó su tiempo de inserción de anuncios en la televisión para apoyar las protestas contra a presidente y a invitar la población a ir para las calles.